# 황동혁
황동혁(黃東赫, 1971년 5월 26일~)은 대한민국의 영화 감독, 영화 각본가이다. 넷플릭스 드라마 《오징어 게임》의 감독으로서, 전 세계적으로 이름을 알렸으며, 이를 통해 프라임타임 에미상 드라마부문 감독상을 수상했다. 타임지는 황동혁을 2022년 세계에서 가장 영향력 있는 100인 중 한 명으로 선정했다.

## 학력
- 서울대학교 신문학과 졸업

## 작품
| 연도 | 작품명          | 역할             | 비고                     |
| ---- | --------------- | ---------------- | ------------------------ |
| 2005 | 《기적의 도로》 | 감독, 각본, 편집 | 단편 영화                |
| 2007 | 《마이 파더》   | 감독, 각색       |                          |
| 2011 | 《도가니》      | 감독, 각본       |                          |
| 2014 | 《수상한 그녀》 | 감독, 각색       |                          |
| 2016 | 《벅스 어택》   | 감독             |                          |
| 2017 | 《남한산성》    | 감독, 각본       |                          |
| 2020 | 《도굴》        | 제작             |                          |
| 2021 | 《오징어 게임》 | 연출, 각본       | 넷플릭스 오리지널 드라마 |

## 수상
- 2011년 환경재단의 세상을 밝게 만든 사람들 시상식 세상을 밝게 만든 사람들 상(도가니)
- 2012년 1월, 제3회 제3회 올해의 영화상 최고 작품상(도가니)
- 2012년 1월, 제10회 언론인권상 특별상(도가니)
- 2012년 4월, 제14회 이탈리아 우디네극동영화제 관객상(도가니)
- 2014년 3월, 오키나와국제영화제 평화부문 그랑프리상(수상한 그녀)
- 2017년 11월 9일, 제37회 한국영화평론가협회상 감독상(남한산성)
- 2017년 11월 25일 , 제38회 청룡영화상 각본상(남한산성)
- 2018년 5월 18일, 제23회 춘사영화제 최우수 감독상(남한산성)
- 2018년 12월 14일, 제19회 부산영화평론가협회상 심사위원특별상(남한산성)
- 2018년 12월 14일, 제18회 디렉터스 컷 시상식 올해의 특별언급(남한산성)
- 2022년 2월 24일, 제20회 디렉터스 컷 어워즈 시리즈부문 올해의 각본상(오징어 게임)
- 2022년 2월 24일, 제20회 디렉터스 컷 어워즈 시리즈부문 올해의 감독상(오징어 게임)
- 2022년 5월 8일, 제58회 백상예술대상 TV부문 연출상(오징어 게임)
- 2022년 9월 12일, 제74회 에미상 드라마부문 감독상(오징어 게임)
- 2022년 12월 27일, 문화체육관광부 금관문화훈장(오징어 게임)